# Villefranche-de-Conflent

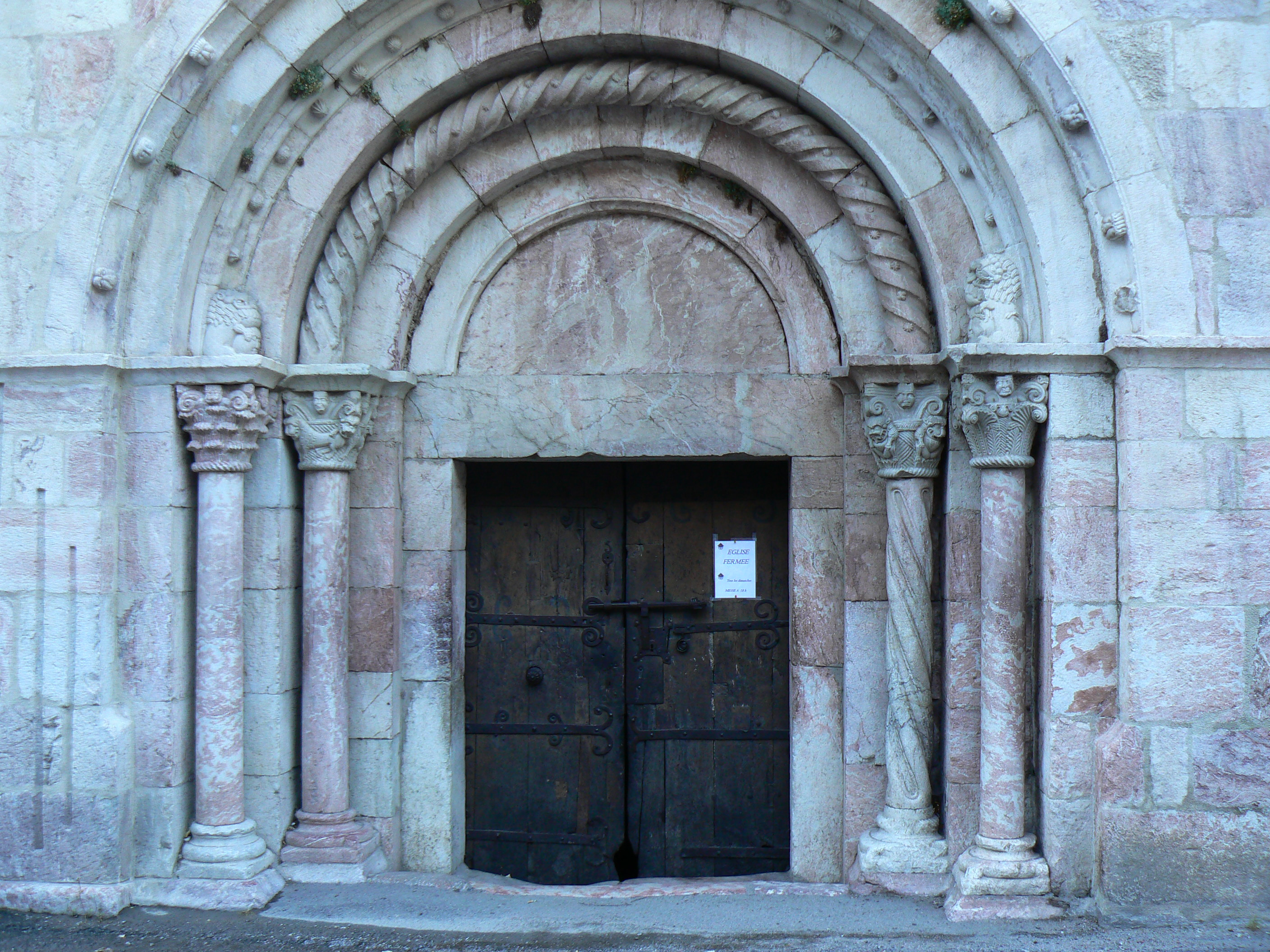
Vstup do románského kostela svatého Jakuba

Villefranche-de-Conflent je francouzská obec v departementu Pyrénées-Orientales a regionu Languedoc-Roussillon, na severním úbočí Pyrenejí cca 50 km od Perpignanu a 5 km od Prades.

## Historie města
Obec pochází z 11. století a už od samého prvopočátku fungovala jako vojenský prvek oblasti. Zakládací listina místa pod původním názvem Villa Libéra je datována roku 1092 a vydal ji hrabě Vilém Raymond z Cerdagne. Sídlo hrabat z Cerdagne bylo o pár kilometrů dále v Corneilla-de-Conflent.
Původní opevnění v 17. století posílil přední vojenský architekt Ludvíka XIV. markýz Vauban, který nad městem vystavěl i pevnost Fort Libéria. Pevnost za první světové války sloužila i jako vězení pro válečné zajatce.

## Turistická železnice
V železniční stanici Villefranche - Vernet-les-Bains, ležící na severním okraji obce, končí normálně rozchodná trať z Perpignanu a navazuje na ni úzkorozchodná (1000 mm), 63 km dlouhá trať Cerdagne, která je sice součástí celostátních SNCF, ale její význam je především turistický. Jezdí po ní tzv. žlutý vlak (fr. Le petit train jaune; kat. El tren Groc).